# 神刀流
神刀流（しんとうりゅう）とは、明治中期に日比野雷風が開いた抜刀術と剣舞の流派。この流派では剣舞のことを「剣武術」と呼ぶ。
開祖・日比野雷風は、現在も行われている詩吟に合わせて舞う形式の剣舞を確立した人物として知られる。
幕末に薩摩で生まれた日比野雷風は、刀工であった父とともに江戸に移った。江戸で北辰一刀流剣術を学んだという。明治に入ると浅山一伝流剣術を学び、撃剣興行で剣術試合と剣舞を披露して生計を立てた。日比野雷風一座には一時期、五代目・三遊亭圓生も属していたという。
日比野雷風は1889年（明治22年）、神刀流抜刀術を開き、翌1890年（明治23年）、剣舞流派の神刀流剣武術を開き、神刀流を抜刀術・剣舞の二術からなる内容にし、剣舞に関する著述を著わした。